# 雷杜埃尼亚
雷杜埃尼亚，是西班牙马德里自治区的一个市镇。总面积13平方公里，根據國家統計局2017年的數據总人口284人（2013年），人口密度20.5人/平方公里。